# Fausto López Vela
Fausto López Vela (1842-1866) fue un escritor español.

## Biografía
Nació en 1842, el día 13 de octubre. Segoviano, dejó escritos entre sus obras títulos como Conquista de Córdoba por el rey S. Fernando (Madrid, 1866), La España y el genio del bien y del mal Madrid, 1866), además de ser autor de otras obras como Juana de Arco (novela, Madrid), Poesías sueltas y Variedades. Falleció en 1866, el 27 de octubre.